# 우마 서먼
우마 카루나 서먼(영어: Uma Karuna Thurman, 1970년 4월 29일~)은 미국의 배우이다. 그의 중간 이름인 카루나는 산스크리트어로 자비라는 뜻이며, 불교학자인 아버지 로버트 서먼이 붙여준 이름이다.

## 생애
보스턴의 티베트 불교 신자 가정에서 태어났다. 우마 서먼의 아버지이자 미국의 불교학자인 로버트 서먼은 티베트 불교 연구의 권위자였고, 자신이 연구하던 티베트 불교의 신자가 되었는데, 덕분에 그의 딸인 우마 서먼 역시 아버지를 따라 티베트 불교의 신자가 되었다. 1984년에 14살의 나이로 일본의 애니메이션 감독인 미야자키 하야오의 장편 애니메이션인 《바람계곡의 나우시카》에 성우로 출연하여 크샤나 역을 맡으면서 연기자로서의 첫 경력을 시작한다. 이후 1987년에 미국 영화인 《Kiss Daddy Goodnight》에 출연하면서 영화 배우로 정식으로 데뷔하였고, 1994년에는 미국의 영화 감독인 쿠엔틴 타란티노가 감독한 영화 《펄프 픽션》에 출연하면서 유명세를 얻기 시작했다. 그 뒤, 1998년에 찍은 《가타카》와 2003년과 2004년 영화 《킬 빌》 시리즈로 유명세를 더욱 굳혔다. 1990년에는 영국의 배우인 게리 올드만과 결혼했으나 2년 뒤에 이혼하였고, 6년 뒤인 1998년에는 미국의 영화 배우 에단 호크와 결혼하였으나 2005년에 이혼하였다.

## 출연작 목록

### 영화
| 연도 | 제목                           | 원제                                               | 배역              | 비고        |
| ---- | ------------------------------ | -------------------------------------------------- | ----------------- | ----------- |
| 1987 |                                | Kiss Daddy Goodnight                               | 로라              |             |
| 1988 | 죠니 비 굿                     | Johnny Be Good                                     | 조지아 엘컨스     |             |
| 1988 | 바론의 대모험                  | The Adventures of Baron Munchausen                 | 비너스 / 로즈     |             |
| 1988 | 위험한 관계                    | Dangerous Liaisons                                 | 세실 드 볼랑제    |             |
| 1990 | 웨어 더 하트 이즈              | Where the Heart Is                                 | 대프니 맥베인     |             |
| 1990 | 북회귀선                       | Henry & June                                       | 준 밀러           |             |
| 1991 | 로빈 훗                        | Robin Hood                                         | 매리언            |             |
| 1992 | 최종 분석                      | Final Analysis                                     | 다이애나 베일러   |             |
| 1992 | 제니퍼 연쇄 살인 사건          | Jennifer 8                                         | 헬레나 로버트슨   |             |
| 1993 | 형사 매드독                    | Mad Dog and Glory                                  | 글로리            |             |
| 1993 | 카우걸 블루스                  | Even Cowgirls Get the Blues                        | 시시 행크쇼       |             |
| 1994 | 펄프 픽션                      | Pulp Fiction                                       | 미아 월리스       |             |
| 1995 | 호수 옆에서의 한 달            | A Month by the Lake                                | 미스 보몬트       |             |
| 1996 | 뷰티풀 걸                      | Beautiful Girls                                    | 앤드리아          |             |
| 1996 | 고양이와 개에 관한 진실        | The Truth About Cats & Dogs                        | 노엘 슬루어스키   |             |
| 1996 | 그루브 공작                    | Duke of Groove                                     | 마야              | 단편 영화   |
| 1997 | 배트맨 4                       | Batman & Robin                                     | 포이즌 아이비     |             |
| 1997 | 가타카                         | Gattaca                                            | 아이린 캐시니     |             |
| 1998 | 레 미제라블                    | Les Misérables                                     | 팡틴              |             |
| 1998 | 어벤저                         | The Avengers                                       | 에마 필           |             |
| 1999 | 스윈 앤 로다운                 | Sweet and Lowdown                                  | 블랜치            |             |
| 2000 | 바텔                           | Vatel                                              | 앤 드 몽토지에    |             |
| 2000 | 러브 템테이션                  | The Golden Bowl                                    | 샬럿 스탠트       |             |
| 2001 | 테이프                         | Tape                                               | 에이미 랜들       |             |
| 2001 | 첼시 호텔                      | Chelsea Walls                                      | 그레이스          |             |
| 2003 | 킬 빌                          | Kill Bill: Volume 1                                | 베아트릭스 키도   |             |
| 2003 | 페이첵                         | Paycheck                                           | 닥터 레이철 포터  |             |
| 2004 | 킬 빌 2                        | Kill Bill: Volume 2                                | 베아트릭스 키도   |             |
| 2005 | 바람 계곡의 나우시카           | Nausicaä of the Valley of the Wind                 | 쿠샤나            | 목소리 출연 |
| 2005 | 쿨!                            | Be Cool                                            | 이디 애선스       |             |
| 2005 | 프라임 러브                    | Prime                                              | 라피 가뎃         |             |
| 2005 | 네이키드 브라더스 밴드 더 무비 | The Naked Brothers Band: The Movie                 | 본인              |             |
| 2005 | 프로듀서스                     | The Producers                                      | 울라              |             |
| 2006 | 겁나는 여친의 완벽한 비밀      | My Super Ex-Girlfriend                             | 제니 존슨 / G걸   |             |
| 2007 | 인 블룸                        | The Life Before Her Eyes                           | 다이애나 맥프리   |             |
| 2008 | 뉴욕은 언제나 사랑중           | The Accidental Husband                             | 에마 로이드       | 제작을 겸함 |
| 2009 | 모성                           | Motherhood                                         | 일라이자 웰시     |             |
| 2010 | 퍼시 잭슨과 번개 도둑          | Percy Jackson & the Olympians: The Lightning Thief | 메두사            |             |
| 2010 | 세레모니                       | Ceremony                                           | 조이              |             |
| 2012 | 벨아미                         | Bel Ami                                            | 매들린 퍼레스티어 |             |
| 2012 | 당신에게도 사랑이 다시 올까요? | Playing for Keeps                                  | 패티 킹           |             |
| 2013 | 무비 43                        | Movie 43                                           | 로이스 레인       |             |
| 2013 | 님포매니악                     | Nymphomaniac                                       | 미즈 H            |             |
| 2014 | 먼데인 여신                    | The Mundane Goddess                                | 헤라              | 단편 영화   |
| 2014 | 더 기프트                      | The Gift                                           | 미스 앤더슨       | 단편 영화   |
| 2014 | 점프                           | Jump                                               | 웬디              | 단편 영화   |
| 2015 | 더 셰프                        | Burnt                                              | 시몬              |             |
| 2018 | 크리미널 게임: 보석 사기단     | The Con Is On                                      | 해리엇 폭스       |             |
| 2018 | 살인마 잭의 집                 | The House That Jack Built                          | 여자 1            |             |
| 2018 | 다운 어 다크 홀                | Down a Dark Hall                                   | 마담 시몬 뒤레    |             |
| 2024 | 오, 캐나다                     | Oh, Canada                                         | 엠마              |             |

### 텔레비전 드라마
| 연도 | 제목          | 원제          | 배역          | 비고                         |
| ---- | ------------- | ------------- | ------------- | ---------------------------- |
| 2014 | 아메리칸 대드 | American Dad! | 그웬 링       | "Now and Gwen" 에피소드 출연 |
| 2015 | 슬랩          | The Slap      | 아누크 레이섬 | 에피소드 6회분 출연          |
| 2017 | 임포스터스    | Imposters     | 레니 코언     | 에피소드 4회분 출연          |
| 2019 | 너의 심장     | Chambers      | 낸시 르페브르 | 주연                         |